# Plumbogummita
La plumbogummita es un mineral de la clase de los minerales fosfatos, y dentro de esta pertenece al llamado “grupo de la alunita”. Fue descubierta en 1819 en Huelgoat en el departamento de Finisterre, en Bretaña (Francia), siendo nombrada así del latín plumbum -plomo- y gummi -goma-, en alusión a su contenido de plomo y la apariencia a veces como gotas o recubrimientos de goma de mascar. Sinónimos poco usados son: hitchcockita, plumboresinita o schadeíta.

## Características químicas
Es un hidroxi-fosfato anhidro de plomo y aluminio. Dentro del supergrupo de la alunita se encuadra en el grupo de la crandallita, que son fosfatos o arsenatos con calcio, estroncio, bario o plomo.
Es el equivalente con plomo de la crandallita con calcio (CaAl3(PO4)(PO3OH)(OH)6) y de la Goyazita con estroncio (SrAl3(PO4)(PO3OH)(OH)6), con ambas podría formar series de solución sólida, así como también es el análogo con fósforo de la philipsbornita (PbAl3(AsO4)(AsO3OH)(OH)6).
Forma una serie de solución sólida con la hinsdalita (PbAl3(SO4)(PO4)(OH)6), en la que la sustitución parcial del fósforo por azufre va dando los distintos minerales de esta serie.

## Hábito
Comúnmente tiene un aspecto de costras o masas, que pueden ser botroidales, rehiformes, estalactíticos o globulares, frecuentemente en estructuras concéntricas; también puede encontrarse en forma masiva compacta de cirstales indistinguibles. Puede formar fibras radiales o esferulíticas. Puede parecerse a gotas o revestimientos de goma, de donde le viene su nombre.
Los cristales son diminutos con un raro perfil hexagonal.

## Formación y yacimientos
Es un mineral de aparición rara, formado como secundario en la zona de oxidación de los yacimientos de minerales del plomo
Puede alterarse transformándose en piromorfita o barita.
Suele encontrarse asociado a otros minerales como: piromorfita, mimetita, duftita, cerusita, anglesita o wulfenita.

## Usos
Se extrae en las minas como mena del plomo. Contiene plomo por lo que es tóxico y debe ser manipulado con las precauciones debidas.